# Pollack Mihály tér
Pollack Mihály tér est une place de Budapest, située dans le quartier de Palotanegyed (8e arrondissement).